# Unternberg
Unternberg é um município da Áustria, situado no distrito de Tamsweg, no estado de Salzburgo. Tem 18,94 km² de área e sua população em 2019 foi estimada em 1.022 habitantes.